# Cornelis Veerman
Cornelis (Kees) Veerman C.M. (Volendam, 6 november 1908 - 12 september 1994) was een Nederlands geestelijke en bisschop van de Rooms-Katholieke Kerk.
Veerman trad in bij de Congregatie der Missie. Zijn priesterwijding vond plaats op 21 juli 1935. Vervolgens reisde hij af naar Brazilië, waar hij werkzaam was in de missie. Hij werd op 3 mei 1953 benoemd tot apostolisch administrator van de territoriale prelatuur Cametá. Op 27 februari 1961 werd hij benoemd tot prelaat van Cametá en titulair bisschop van Numida. Zijn bisschopswijding vond plaats op 22 mei 1961. 
Veerman ging op 8 augustus 1969 met emeritaat.